# Paramilitáris alakulat
A paramilitáris (a görög para, „hasonló” és a latin militáris „hadi, katonai” szavak összetételéből) a reguláris hadsereghez (állami haderőhöz) hasonlóan szerveződő, de annak részét nem képező, önálló, általában fegyveres csoport, illetve félkatonai alakulat jelzője. Olykor egyazon fegyveres, illetve katonai jellegű csoportot mind az irreguláris, mind a paramilitáris kifejezéssel is jellemzik, a paramilitáris jelzőt azonban inkább használják azon csoportok esetében, amelyeknek a céljai eltérnek az állami vagy nemzeti hadsereg céljától, azaz nem honvédelmi vagy az ország határain kívüli harci tevékenység céljából működnek.